# Leo van Doeselaar
Leo van Doeselaar je nizozemský varhaník, cembalista a klavírista.

## Biografie
Leo van Doeselaar studoval na Sweelinckově konzervatoři v Amsterdamu (varhany Albert de Klerk a klavír Jan Wijn). V roce 1979 obdržel Prix d'Excellence v oboru varhany a dále studoval francouzský varhanní repertoár v Paříži u slavného André Isoira.
Koncertuje na prestižních festivalech (Moskva, Berlín, Utrecht, San Antonio...) a spolupracuje se soubory staré hudby, v jejichž čele stojí např. Philippe Herreweghe, Gustav Leonhardt, Andrew Parrott či Ton Koopman. Působí také jako klavírista a komorní hráč.
Natočil řadu CD, které mimo jiné zahrnují kompletní dílo G. F. Händela a W. F. Bacha. Byl sólistou Royal Concertgebouw Orchestra - jejich společná nahrávka obdržela cenu Grammy Award.
V roce 1995 byl jmenován profesorem na Universität der Künste v Berlíně.